# Tectaria keckii
Tectaria keckii är en ormbunkeart som först beskrevs av Christian Luerssen, och fick sitt nu gällande namn av Carl Frederik Albert Christensen. Tectaria keckii ingår i släktet Tectaria och familjen Tectariaceae. Inga underarter finns listade.